# Tricellaria porteri
Tricellaria porteri är en mossdjursart som först beskrevs av William MacGillivray 1889.  Tricellaria porteri ingår i släktet Tricellaria och familjen Candidae. Inga underarter finns listade i Catalogue of Life.